# Gideon: Or, The Patriot. An Epic Poem: in Twelve Books

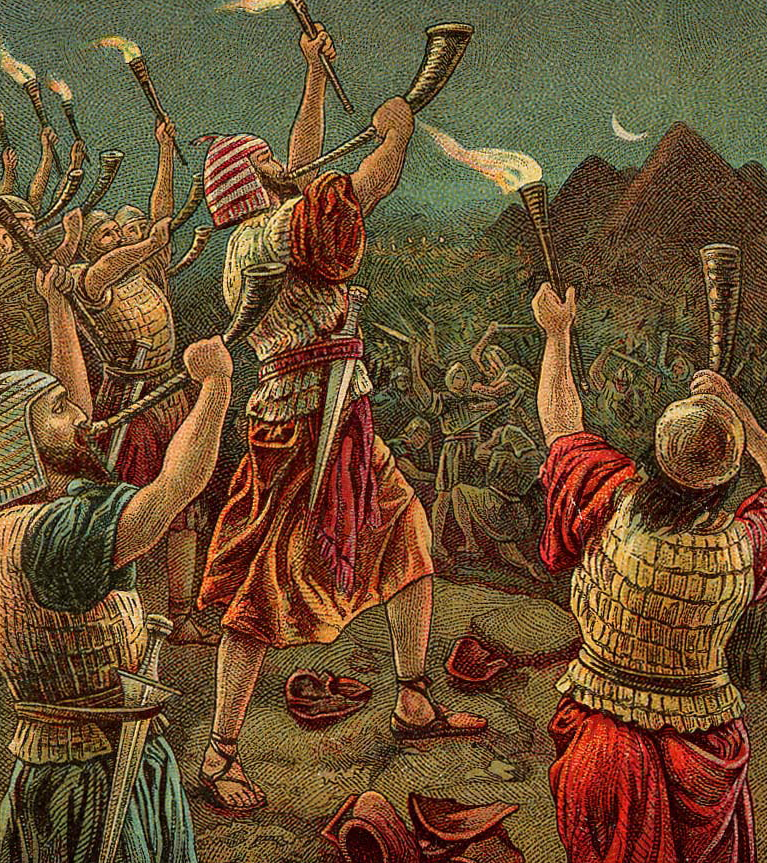
Gideon na czele trzystu żołnierzy

Gideon: Or, The Patriot. An Epic Poem: in Twelve Books – utwór osiemnastowiecznego angielskiego poety i dramaturga Aarona Hilla, mający mieć, jak zaznaczono w podtytule, dwanaście ksiąg. W rzeczywistości w wydaniu z 1749 liczy on trzy księgi. W przeciwieństwie do wielu innych eposów, napisanych wierszem regularnym, nierymowanym (blank verse), rymowanym parzyście albo ujętym w kunsztowne strofy, jak strofa królewska, oktawa lub strofa spenserowska, poemat Hilla został ułożony wierszem nieregularnym, budującym strofy o zmiennej długości (strofoidy), nazywanym pindarowskim, ponieważ był on naśladowany najprawdopodobniej z poezji greckiego liryka Pindara. Bohaterem utworu jest izraelski wódz Gedeon Jerubbaal. 

War is my Subject: and That fav'rite Hand
Which, arm'd by Heav'n, redeem'd a chosen Race;
When, scarce yet warm in their new-gifted Land,
Wilful they started from protective Grace.
At lenght, provok'd, their High Deliver vow'd
To pay with sharp Revenge their dull Disdain:
And, while, to Baal and Ashtaroth, they bow'd,
Justly, he bent their stubborn Necks to Pain:
And left 'em Slaves, to serve the Men, whose Gods they serv' d in vain.
Then, Gideon, wise and generous Leader! rose;
And taught faint Israel, by his strange success,
That Loss of Freedom, from Corruption flows:
And Virtue's sense restor'd, repels Distress.